# マンノキナーゼ
マンノキナーゼ(Mannokinase、EC 2.7.1.7)は、以下の化学反応を触媒する酵素である。
ATP + D-マンノース {\displaystyle \rightleftharpoons } ADP + D-マンノース-6-リン酸
従って、この酵素の基質はATP、D-マンノースの2つ、生成物はADP、D-マンノース-6-リン酸の2つである。
この酵素は転移酵素、特にアルコールを受容体とするホスホトランスフェラーゼに分類される。この酵素の系統名は、ATP:D-マンノース 6-ホスホトランスフェラーゼ(ATP:D-mannose 6-phosphotransferase)である。この酵素は、フルクトースとマンノースの代謝に関与している。